# Dore-l'Église
Dore-l'Église é uma comuna francesa na região administrativa de Auvérnia-Ródano-Alpes, no departamento Puy-de-Dôme. Estende-se por uma área de 27,38 km². Em 2010 a comuna tinha 653 habitantes (densidade: 23,8 hab./km²).